# Мімоза Ахметі
Мімоза Ахметі (алб. Mimoza Ahmeti; нар. 1963, Круя) — албанська поетеса і письменниця.
Належить до покоління «неслухняних дітей» албанської літератури 90-х років. Пише твори, наповнені чуттєвістю, провокаційними роздумами про сучасну Албанії, ставлення до минулого. Ігнорована традиційною літературною аудиторією Албанії, вона отримала велику популярність серед юних читачів, особливо тих, хто ототожнює себе з культурою Заходу.
Придбала частково скандальну популярність після збірки зухвало-відвертих віршів «Деліріум» (1994). Автор новел і романів з феміністським ухилом. У 1998 році вона отримала нагороду фестивалю поезії у Сан-Ремо.
У 2001 році брала участь у місцевих виборах за списком Демократичної партії Албанії, але не отримала мандат.
Вона має двох дітей. Вегетаріанка.